# Youth (пісня Шона Мендеса)
«Youth» (укр. Молодість) — пісня канадського співака і автора пісень Шона Мендеса, за участі американського співака Халеда. Написана Мендесом, Халедом, Тедді Гейгером, Джеффом Варбартоном і Скоттом Гаррісом, та спродюсована Мендесом і Джоелем Літлом. Пісня випущена лейблом Island Records 3 травня 2018 року, як третій сингл із третього студійного альбому Мендеса.

## Створення та випуск
Про пісню вперше стало відомо, коли Мендес представив трек-лист альбому. 1 травня 2018 року Мендес оголосив про випуск синглу у Твіттері, опублікувавши картинку з частиною тексту пісні «you can't take my youth away» (укр. ти не зможеш забрати мою молодість). Халед ретвітнув допис Мендеса, додавши свою частину слів пісні з сердечками: «Pain, but I won't let it turn into hate» (укр. Біль, але я не дозволю йому перетворитися на ненависть). Тексти пісні також були розміщені на білбордах у Нью-Йорку, Лос-Анджелесі, Чикаго, Маямі, Вашингтоні, Торонто, Лондоні, Берліні, Стокгольмі, Ріо і Мельбурні.
Прем'єра пісні відбулась на радіо-шоу Зейна Лова Beats 1, де Мендес розповів про співпрацю з Халедом. Він перебував у Лондоні в той час, коли там відбулася серія терористичних нападів, що стало основним натхненням для створення цієї пісні. Він написав Халеду: «Коли ми зберемось разом, ми повинні зробити заяву, ми повинні рухатися, ми повинні писати про те, що відбувається в житті і про те, як це відчуває молодь», сказавши, що у них «є голос, щоб це зробити». Вони вирушили до студії після нападів. «Ви завжди боїтеся розпочинати роботу над піснею, знаючи: „Добре, це буде серйозна робота. У мене є один день. Це буде чудова пісня чи ні?“ Я пам'ятаю, що я прокинувся вранці, і мене тривожило відчуття, ніби мою молодість намагалася відібрати у мене. Не молодість, як певну вікову категорію, а мою любов, моє щастя, мою радість, мою чистоту. Це навіть не вік; тобі може бути 50 років, а твоя молодість буде в тобі. І всі ці жахливі речі, що відбуваються у світі, всі заголовки, здавалося, що кожен день це все більше витягує з нас, і я почував себе так: „Це те, про що я повинен писати“».
Акустичну версію пісні було представлено 24 травня 2018 року.

## Композиція
«Youth» — це середньотемпова поп та R&B пісня, у виконанні вокального дуету про збереження молодості після нещастя. Вона розпочинається з повільного біту, перш ніж вступає лінія басу, і переходить у приспів, який має «стійкий біт і латиноамериканські ритми акустичної гітари». Пісня містить посилання до сучасної соціальної і політичної ситуації.

## Оцінки критиків
Сам Прантс з MTV News назвав цю пісню «однією з найважливіших і життєствердних пісень цього року», написавши, що «Шон і Халед чудово компілюють один одного». Патрік Госенк з того ж видання відзначив Халедові «скрипучі голосові гарні у парі із запатентованим розписом Мендеса», заявивши, що «послання пісні просте, але ефективне». Майк Нід з Idolator вважає цю пісню «однією із найамбітних композицій 19-річного віку».

## Виступи наживо
Мендес і Халед виступили на премії Billboard Music Awards 2018 20 травня 2018 року присвятивши пісню «Youth» жертвам збройного насильства. Композицію виконано спільно з шоу-хор з Старшої школи Марджорі Стонман Дуглас, де в лютому 2018 року від стрілянини загинуло 18 людей.

## Трек-лист
- Цифрове завантаження[21]

1. «Youth» (за участі Халеда) — 3:09

- Цифрове завантаження — акустична версія[11]

1. «Youth» (за участі Халеда) (acoustic) — 3:09

## Автори
Інформацію про авторів отримано із сервісу Tidal.
- Шон Мендес — композиція, продюсування, вокал
- Халед — композиція, вокал
- Тедді Гейгер — композиція
- Джефф Варбартон — композиція
- Скотт Гарріс — композиція
- Джоел Літл — продюсування, інженерія, клавішні, акустична гітара, перкусія, програмування
- Гаррі Берр — асистент зведення
- Ендрю Маурі[en] — зведення

## Чарти
| Чарт (2018)                               | Найвища позиція |
| ----------------------------------------- | --------------- |
| Австралія (ARIA)                          | 19              |
| Австрія (Ö3 Austria Top 75)               | 18              |
| Бельгія (Ultratip Flanders)               | 4               |
| Канада (Canadian Hot 100)                 | 22              |
| Чехія (Singles Digitál Top 100)           | 22              |
| Данія (Tracklisten)                       | 16              |
| Німеччина (Official German Charts)        | 43              |
| Угорщина (Single Top 40)                  | 15              |
| Угорщина (Stream Top 40)                  | 4               |
| Ірландія (IRMA)                           | 29              |
| Італія (FIMI)                             | 57              |
| Нідерланди (Mega Single Top 100)          | 24              |
| Нова Зеландія (Recorded Music NZ)         | 22              |
| Норвегія (VG-lista)                       | 18              |
| Португалія (AFP)                          | 12              |
| Шотландія (Official Charts Company)       | 35              |
| Словаччина (Singles Digitál Top 100)      | 12              |
| Іспанія (PROMUSICAE)                      | 79              |
| Швеція (Sverigetopplistan)                | 23              |
| Швейцарія (Media Control AG)              | 19              |
| Велика Британія (Official Charts Company) | 35              |
| США (Billboard Hot 100)                   | 65              |

## Історія випуску
| Регіон | Дата           | Формат                                    | Версія    | Лейбл          | Прим.  |
| ------ | -------------- | ----------------------------------------- | --------- | -------------- | ------ |
| Світ   | 3 травня 2018  | Цифрове завантаження Потокове відтворення | Оригінал  | Island Records | [ 21 ] |
| Світ   | 24 травня 2018 | Цифрове завантаження Потокове відтворення | Акустична | Island Records | [ 11 ] |